# 东亚假鳞毛蕨
东亚假鳞毛蕨（学名：Deparia unifurcatum），又名拟大蹄盖蕨，为蹄盖蕨科假鳞毛蕨属下的一个种。